# Clepsis illustrana
Clepsis illustrana es una especie de polilla del género Clepsis, categorizada en la tribu Archipini, de la subfamilia Tortricinae.

## Distribución
Se distribuye por Finlandia.

## Taxonomía
Fue descrita por Krogerus en 1936 y publicada en (Tortrix), Notulae Ent. 16: 24.